# Dicranomyia flavidella
Dicranomyia flavidella là một loài ruồi trong họ Limoniidae. Chúng phân bố ở miền Australasia.